# Route départementale 68 (Puy-de-Dôme)
Pour les articles homonymes, voir Route départementale 68 et D68.
La route départementale 68, ou RD 68, ou D 68, est une route départementale du Puy-de-Dôme reliant Ceyssat à Clermont-Ferrand. Elle traverse le col de Ceyssat, à 1 077 mètres d’altitude, son point culminant.

## Tracé de la route
La route commence à Ceyssat. On peut admirer le sommet du puy de Dôme.
Elle quitte la montagne après Royat, et termine rue Blatin où les routes départementales 68 et 943 fusionnent.
http://www.openstreetmap.org/browse/relation/1901821

## Communes desservies
- Ceyssat
- Col de Ceyssat (altitude 1 077 m)
- La Font de l’Arbre, où elle rencontre la RD 942
  - Route du Puy-de-Dôme
- Fontanas
  - Route de Royat
- Royat
  - Avenue du Puy de Dôme
  - Boulevard de la Taillerie
  - Avenue de la Vallée
  - Avenue Auguste Rouzaud

À noter qu’elle est absorbée par la route départementale 944 sur 400 mètres
- Clermont-Ferrand
  - Avenue de Royat
  - Rue Blatin

### À voir
- Puy de Dôme
  - Temple de Mercure